# صریفا
صریفا (به عربی: صریفا) یک منطقهٔ مسکونی در لبنان است که در استان جنوبی لبنان واقع شده‌است. صریفا  ۱۰٬۰۰۰ نفر جمعیت دارد و ۴۵۰ متر بالاتر از سطح دریا واقع شده.